# Ardisia denhamioides
Ardisia denhamioides är en viveväxtart som beskrevs av Spencer Le Marchant Moore. Ardisia denhamioides ingår i släktet Ardisia och familjen viveväxter. Inga underarter finns listade i Catalogue of Life.